# قناة المرابطون
قناة المرابطون هي قناة موريتانية فضائية بدأت بثها في 5 أغسطس 2012 تبثّ على القمر الصناعي عربسات 6 على الباقة الموريتانية، وهي ثالث قناة خاصة موريتانية من حيث البدء في البث،
تعتبر القناة ذا توجه إسلامي نظرا لقربها من حزب تواصل الإسلامي في موريتانيا.
في أكتوبر عام 2017 توقف بث القناة مؤقتاً مع جميع القنوات الموريتانية الخاصة بسبب تأخّر هذه القنوات في دفع مستحقاتها لصالح شركة البث الإذاعي والتلفزي الحكومية، وكانت القناة أول من عاود البث بعد تسوية مشاكلها المالية مع شركة البث الإذاعي والتلفزي، وذلك بعد شهرين من التوقف.

## قنوات موريتانية أخرى
- التلفزة الموريتانية
- القناة الموريتانية الثانية
- قناة الساحل الفضائية
- قناة شنقيط